# Région du Kansai
La région du Kansai ou Kansai (関西地方, Kansai-chihō), appelée région de Kinki (近畿地方, Kinki-chihō) officiellement, est une aire géographique située sur l'île de Honshū, l'île principale du Japon.

## Site et situation
La région du Kansai est bordée par les régions du Chūbu, à l'est, et de Chūgoku, à l'ouest. Selon la définition la plus communément admise, elle est constituée des six préfectures suivantes :
- la préfecture de Kyoto ;
- la préfecture d'Osaka ;
- la préfecture de Hyōgo ;
- la préfecture de Nara ;
- la préfecture de Shiga ;
- la préfecture de Wakayama.

Une ancienne définition (par exemple dans un manuel scolaire de 1903) incluait la préfecture de Mie dans le Kansai. En raison de l'importance acquise par Nagoya au cours des dernières décennies, cette préfecture est désormais presque toujours considérée comme faisant partie du Tōkai. Le Kōjien, dictionnaire japonais très traditionaliste (les définitions de personnes vivantes y sont absentes) considère cependant toujours le Kansai comme l'ensemble de ces sept préfectures.
Il existe cependant d'autres définitions du Kansai, dont la plus large consiste à y inclure non seulement la préfecture de Mie, mais aussi la préfecture de Fukui et la préfecture de Tokushima. Cette définition est par exemple utilisée par les agences de voyages qui proposent des circuits dans le Kansai, ou encore pour le festival culturel des lycées du Kinki.
Cette région, très industrialisée et très urbanisée, est souvent comparée à la région de Kantō, plus à l'est sur l'île de Honshū, qui englobe la mégapole de Tōkyō-Yokohama. Associées avec l'ensemble urbain de la mer intérieure, cette immense région urbaine (1 000 km) forme la mégalopole japonaise.

## Réseaux de communication et transports
L'une des plus densément peuplées du Japon, la région du Kansai est très bien desservie par les infrastructures de transport. Le Tōkaidō (littéralement « la route de la mer de l'est ») reliant Tokyo au triangle Kinki est l'axe de circulation intérieure le plus ancien et le plus important du Japon. Multimodal, il est essentiellement constitué aujourd'hui des autoroutes Tōmei (Tōkyō-Nagoya) - Meishin (Nagoya-Kinki) et de la route nationale 1, ainsi que de nombreuses lignes ferroviaires dont surtout le Shinkansen Tōkaidō (la plus fréquentée du Japon, avec 144 millions de passagers par an, et la plus ancienne ligne à grande vitesse au monde).
Trois aéroports majeurs y sont situés : principalement l'aéroport international du Kansai qui dessert l'ensemble de la région depuis 1994 et construit sur une île artificielle dans la baie d’Osaka, complété par les plates-formes secondaires, et essentiellement réservés aux vols intérieurs, que sont l'aéroport international d'Osaka ainsi que l'aéroport international de Kobe.

## Histoire et toponymie
Kinki signifie littéralement « voisinage de la capitale ». En effet, la capitale du Japon était, jusqu'à la période Edo, située dans cette région : Nara durant l'époque du même nom de 710 à 794 (première véritable capitale fixe du pays) puis Kyōto de 794 à 1868. Juridiquement (pas substantiellement), Kyōto est encore maintenant la capitale.
Kansai signifie quant à lui « ouest des barrières » ; ceci fait référence à l'époque où des points de contrôle étaient érigés sur la route de Tōkaidō (de façon analogue, le terme Kantō signifie « est des barrières »).

## Économie
La région du Kansai est particulièrement urbanisée autour de la conurbation dite « Keihanshin », terme unissant des kanjis issus des noms de Kyoto, Osaka et Kobe qui en forment les trois pôles urbains. On parle aussi de « triangle Kinki ». Avec 22,2 millions d'habitants, cet ensemble polynucléaire forme la deuxième aire urbaine du Japon et la 10e ou 11e du monde.
Au cœur de la révolution industrielle connue par le Japon au XIXe siècle, les aciéries, chantiers navals et usines textiles ou d'électronique s'y concentrent avec de grandes entreprises comme Panasonic (leader mondial de l'électronique grand public) ou Sumitomo (l'un des plus grands keiretsu, ou conglomérats japonais) à Ōsaka (à qui on a donné au XIXe siècle le surnom de « Manchester de l'Orient »), l'équipementier sportif Asics ou les géants industriels Kawasaki Heavy Industries et Kobelco à Kōbe, Nintendo (l'un des leaders du marché mondial du jeu vidéo), le groupe textile Wacoal ou le constructeur automobile Daihatsu historiquement à Kyōto.
La crise née des chocs pétroliers des années 1970 et 1980 a fortement déstabilisé la région qui a perdu son rôle de poumon industriel du pays : sa part dans le produit national entre 1970 et 2000 est passé de 40 à 20 %.
En 2014, le PIB  de la région était de 792 milliards dollars, soit 16 % du PIB national.

## Culture et patrimoine
On peut observer dans cette région une modification notable de la langue, principalement d'ordre parlé : ce dialecte est appelé le Kansai-ben.
La région est encore aujourd'hui considérée comme le centre historique et culturel du Japon, avec les monuments historiques de Kyōto classé au patrimoine mondial de l'UNESCO, qui ne forment qu'une partie des 2 000 temples, des palais et des jardins zens de Kyōto.
Les grandes maisons de couture et défilés de mode de Kōbe sont célèbres pour leur atmosphère européenne et branchée. À Ōsaka, les styles théâtraux traditionnels du bunraku (théâtre de marionnettes) et du kabuki (théâtre épique) de Kamigata, né au XVIe siècle sont réputés particulièrement doux et délicat (Kamigata est un ancien nom d'Ōsaka).